# Vilde Rolf
Vilde Rolf (eng: Wreck-It Ralph) er en amerikansk tegnefilm fra 2012 som er baseret på spillet Fix-It Felix Jr. fra 1982

## Medvirkende
| Figur               | Original stemme  | Dansk stemme                 |
| ------------------- | ---------------- | ---------------------------- |
| Vilde Rolf          | John C. Reilly   | Nikolaj Steen                |
| Fiks-det Felix, Jr. | Jack McBrayer    | Mads Knarreborg              |
| Vanilje von Schlick | Sarah Silverman  | Christiane Schaumburg-Müller |
| Sergent Calhoun     | Jane Lynch       | Andrea Vagn Jensen           |
| Kong Kandis         | Alan Tudyk       | Rasmus Botoft                |
| Toffina             | Mindy Kaling     | Anna David                   |
| General Hologram    | Dennis Haysbert  | Peter Milling                |
| hr. Litwak          | Ed O'Neill       | Jakob Stegelmann             |
| Wynnchel            | Adam Carolla     | Rune Tolsgaard               |
| Duncan              | Horatio Sanz     | Esben Pretzmann              |
| Sure Bill           | Rich Moore       | Brian Mørk                   |
| Zangief             | Rich Moore       | Farshad Kholgi               |
| Markowski           | Joe Lo Truglio   | Sigurd Holmen le Dous        |
| Mary                | Edie McClurg     | Joy-Maria Frederiksen        |
| Gene                | Raymond Persi    | Troels Malling Thaarup       |
| Tapper              | Maurice LaMarche | Peter Belli                  |
| Clyde               | Kevin Deters     | Lars Klingert                |